# 建功
建功，是台灣屏東縣新埤鄉的一個傳統地域名稱，位於該鄉中西部略偏南。相較於今日行政區，其範圍大致包括建功村不含東北部及北部邊界地帶中西側一小段及西北端及南部邊界地帶中西側一小段、新埤村北部東半段及最西段、箕湖村西北部邊界地帶中段、萬隆村西南部凸出部分的西南側中央地帶。
本地區境內主要聚落為建功、沙崙，設有新埤國中。

## 歷史
台灣日治初期，建功地區為一街庄，稱為「建功庄」（舊制街庄），隸屬於港東中里。該庄昔日北邊西至中段與打鐵庄、南岸庄為鄰，北邊東段及東邊與糞箕湖庄為鄰，南邊為新埤頭庄，西邊為牛埔庄、巷仔內庄。
1901年（日治明治三十四年）11月11日，全台廢縣廳改設二十廳，該庄隸屬於阿猴廳。1904年（明治三十七年）4月15日，該庄編入「新埤頭區」，隸屬於阿猴廳。1905年（明治三十八年）4月1日，阿猴廳改稱「阿緱廳」。1909年（明治四十二年）10月25日，全台合併二十廳為十二廳，新埤頭區仍隸屬於阿緱廳。1920年（大正九年）10月1日，全台地方制度大改正，廢十二廳改設五州二廳，該庄改制為「建功」大字，隸屬於高雄州潮州郡新埤庄（新制街庄）。
戰後新埤庄改制為新埤鄉，隸屬於高雄縣，大字亦改制為村。1950年（民國39年）10月1日，高、屏分治，新埤鄉改隸屬於屏東縣。
相較於今日行政區，本地區的範圍大致包括建功村不含東北部及北部邊界地帶中西側一小段及西北端及南部邊界地帶中西側一小段、新埤村北部東半段及最西段、箕湖村西北部邊界地帶中段、萬隆村西南部凸出部分的西南側中央地帶。

## 聚落
本地區發展較早的聚落為建功、沙崙，在日治期初期的官方地圖上已有記載。

## 交通
省道台1線又稱「縱貫公路」，是臺北至楓港的傳統平面幹道，經過本地區西部暨沙崙聚落西郊。由該道路北行可前往南州鄉東端、新埤鄉西北端、潮州鎮、萬巒鄉西南端、竹田鄉等地；南行可前往新埤鄉新埤市區、佳冬鄉、枋寮鄉、枋山鄉等地。
縣道189號是屏東機場至林邊的道路，經過本地區西部暨沙崙聚落東郊。由該道路北行可前往潮州鎮、竹田鄉、萬丹鄉、屏東市等地；南行可前往新埤鄉新埤市區、林邊鄉，並止於林邊市區的省道台17線路口。
鄉道屏116線是新埤至萬安的道路，經過本地區的建功聚落。
鄉道屏117線是永興寮至建功的道路，其南側端點（終點）位於本地區中部略偏南、建功聚落西南側的鄉道屏116線路口。
鄉道屏120線是南州至砂崙的道路，其東側端點（終點）位於本地區南部邊界地帶偏西側的縣道189號路口，由此向西北西會經過本地區的沙崙聚落。

## 學校
- 新埤國中